# 梁德郡
梁德郡，中国南北朝时设置的郡。
南朝梁置，治所在梁德县（今广东省信宜市东北），属高州。辖境相当今广东省信宜市一带。隋朝开皇时废。 